# Stenophrixothrix longipes
Stenophrixothrix longipes är en skalbaggsart som beskrevs av Wittmer 1976. Stenophrixothrix longipes ingår i släktet Stenophrixothrix och familjen Phengodidae. Inga underarter finns listade i Catalogue of Life.